# Marek Kurpios
Marek Jan Kurpios (ur. 8 marca 1932 w Poznaniu, zm. 13 listopada 2001 w Szczecinie) – polski chemik, doktor habilitowany nauk rolniczych w dyscyplinie rybactwo, specjalista w zakresie analizy instrumentalnej, chemii, biochemii i toksykologii

## Życiorys
Marek Kurpios urodził się w rodzinie Józefa i Zofii z d. Studzińskiej. W 1938 rozpoczął naukę w szkole podstawowej, którą przerwała II wojna światowa – przebywał wtedy w Poznaniu z rodzicami i młodszą siostrą. Podczas wojny kontynuował naukę w domu i na prywatnych kursach, dzięki czemu w 1946 został przyjęty do Gimnazjum i Liceum im. J. Bergera, gdzie w 1949 zdał tzw. małą maturę. Świadectwo dojrzałości otrzymał w 1951 w Liceum im. Ignacego Paderewskiego w Poznaniu. W latach 1951–1955 studiował na kierunku chemia na Wydziale Matematyki, Fizyki i Chemii Uniwersytetu im. Adama Mickiewicza w Poznaniu; ukończył je z dyplomem magistra chemii w 1955. W latach 1955-1973 pracował jako nauczyciel akademicki w Katedrze Chemii Ogólnej Na Wydziale Rolniczym Wyższej Szkoły Rolniczej w Szczecinie. Stopień naukowy doktora nauk chemicznych otrzymał w 1967 na Wydziale Chemii Politechniki Gdańskiej po obronie rozprawy Badania nad rozdziałem wyższych kwasów tłuszczowych na drodze termicznego rozkładu ich adduktów mocznikowych (promotor prof. Henryk Niewiadomski).
W 1973 przeniósł się na Wydział Rybactwa Morskiego i Technologii Żywności Akademii Rolniczej w Szczecinie na stanowisko adiunkta w Zakładzie Higieny Przemysłu Rybnego (później Zakład Toksykologii) Instytutu Technologii Żywności Pochodzenia Morskiego. W 1996 otrzymał stopień doktora habilitowanego na podstawie monografii Zmiany pozostałości chlorowanych pochodnych węglowodorów aromatycznych w wątrobach dorszy z obszaru Południowego Bałtyku w latach 1983-1990. Na emeryturę przeszedł we wrześniu 1997. Rok później został zatrudniony na stanowisku profesora nadzwyczajnego w Instytucie Biologii Pomorskiej Akademii Pedagogicznej w Słupsku, gdzie pracował do końca życia.
Był żonaty z Krystyną (1933-1993), z którą miał córkę Katarzynę.
Został pochowany 20 listopada 2001 na Cmentarzu Centralnym w Szczecinie (kw. 69D/2/7).

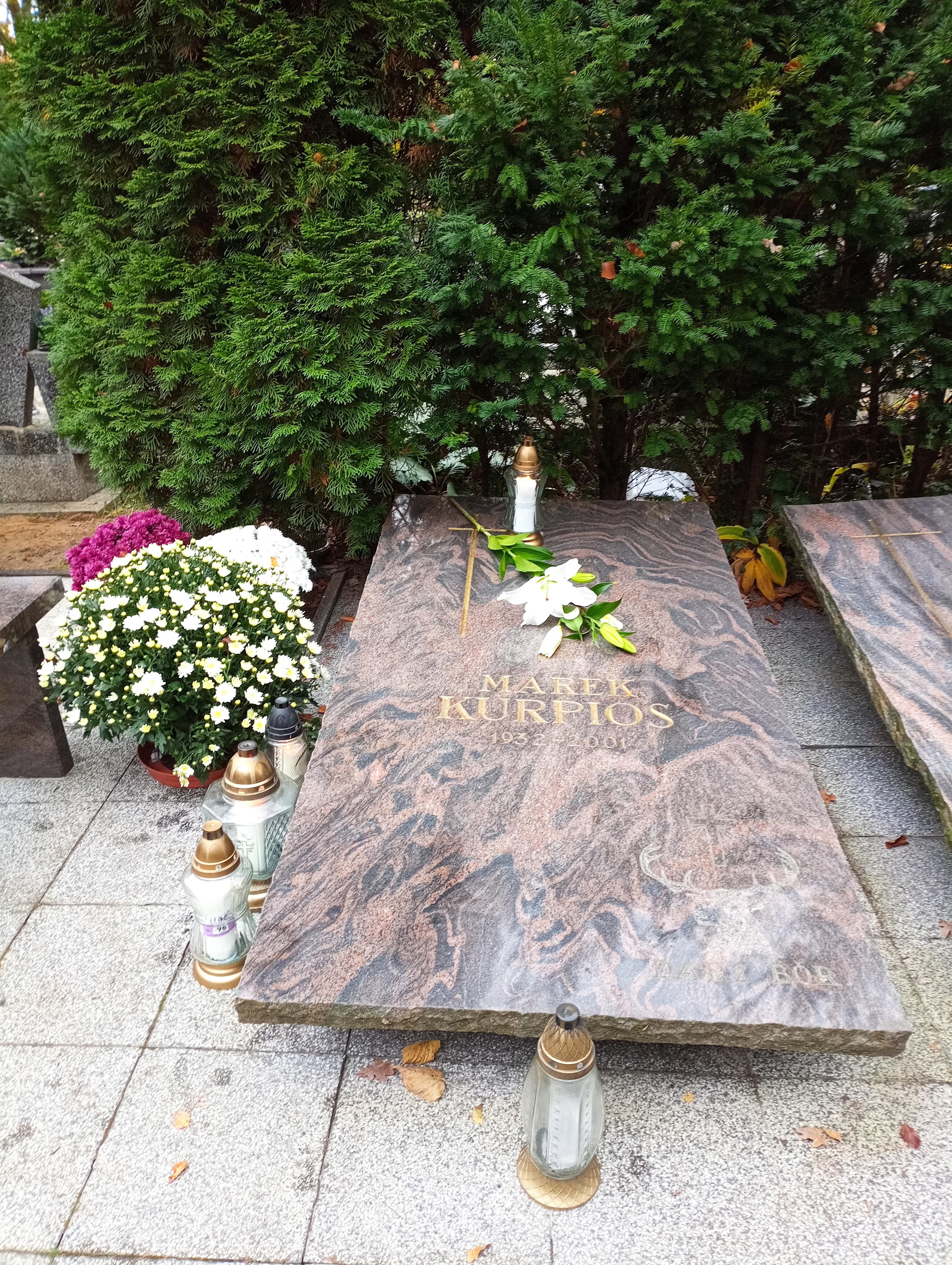
Grób M. Kurpiosa

## Badania naukowe
Marek Kurpios zajmował się szeroko pojętą analityką laboratoryjną, w szczególności zastosowaniem chromatografii gazowej do oznaczania zawartości różnych związków chemicznych w materiałach biologicznych. Badania dotyczyły występowania śladowych ilości niektórych toksycznych jonów metali, pozostałości chlorowych pochodnych węglowodorów aromatycznych oraz rakotwórczych wielopierścieniowych w organizmach środowiska wodnego. Opublikował 71 prac, w tym 3 książki.

## Wybrane publikacje
- Studies on mercury content in selected fish species from Pomeranian Gulf and Szczecin Firth. „Acta Icht. Pisc.” 1975, 5(1), s. 51-57 (wsp. A. Chodyniecki, M. Protasowicki, A. Ociepa, J. Juran)[11]
- A study on the mercury content in muscles in the fish family Carangidae from the fishing grounds off the coast of north-west Africa. „Acta Icht. Pisc.” 1976, 6, Fasc. 2, s. 119-124 (wsp. A. Chodyniecki, M. Protasowicki, J. Babińska)[12]
- Występowanie wybranych kancerogennych węglowodorów aromatycznych w mięśniach niektórych gatunków ryb bałtyckich. Szczecin 1986[1]
- Zmiany pozostałości chlorowanych pochodnych węglowodorów aromatycznych w wątrobach dorszy z obszaru Południowego Bałtyku w latach 1983-1990. Wydaw. Akademii Rolniczej w Szczecinie, Szczecin 1993, 154, s. 1-63[1]
- Pozostałości  chlorowych  pochodnych  węglowodorów  w  organizmach trzech gatunków ryb z Zalewu Szczecińskiego. „Bromat. Chem. Toksykol.” 1999, 32, s. 87 (wsp. A. Nowosielski)

## Odznaczenia i nagrody[9]
- Krzyż Kawalerski Orderu Odrodzenia Polski (1986)
- Złoty Medal Zasługi Łowieckiej (1984)
- Nagroda Zespołowa III stopnia Ministra Szkolnictwa Wyższego, Nauki i Techniki (1982)